# On (canção de BTS)
"'On'" (estilizado em maiúsculas) é uma música gravada pela boygroup sul-coreana BTS. Foi lançado em 21 de fevereiro de 2020, como o segundo single do quarto álbum da banda em idioma coreano Map of the Soul: 7, Uma versão com a cantora australiana Sia também foi lançada e está disponível no digital e streaming versão do álbum.

## Histórico e lançamento
Em 7 de janeiro de 2020, o BTS anunciou seu quarto álbum de estúdio em coreano, Map of the Soul: 7. No dia seguinte, o grupo compartilhou um mapa de "retorno" revelando uma programação dividida em quatro fases, com dois solteiros. O primeiro deles, "Black Swan" foi lançado em 17 de janeiro de 2020. Exatamente um mês depois, o grupo lançou a tracklist do álbum, revelando "On" como o primeiro single do álbum e um remix da música com a cantora australiana Sia. De acordo com Big Hit, o grupo organizou a colaboração. "On" e o remix com Sia foram disponibilizados para download e streaming de música em vários locais no dia 21 de fevereiro de 2020, através do Big Hit. A tracklist do quarto álbum de estúdio japonês do BTS, Map of the Soul: 7 ~ The Journey ~, foi publicada em 8 de maio e incluía uma versão japonesa de "On". A faixa foi disponibilizada digitalmente simultaneamente ao álbum em 14 de julho de 2020, através de Big Hit, Def Jam e Virgin.